# Gong Hwang-cherng
Gong Hwang-cherng (chinois simplifié : 龚煌城 ; chinois traditionnel : 龔煌城 ; pinyin : gōng huángchéng), né le 10 décembre 1934 à Beigang, sur le Comté de Yunlin, à Taïwan, et décédé le 11 septembre 2010, est un linguiste et tangoutologue chinois de République de Chine (Taïwan), spécialisé dans la linguistique comparée des langues sino-tibétaines et dans la reconstruction phonétique du tangoute et du chinois ancien.